# Сарыарка (Жарминский район)
Сарыарка (каз. Сарыарқа, до 1993 г. — Подхоз) — село в Жарминском районе Абайской области Казахстана. Входит в состав Шарской городской администрации. Код КАТО — 634421700.

## Население
В 1999 году население села составляло 319 человек (154 мужчины и 165 женщин). По данным переписи 2009 года, в селе проживали 204 человека (107 мужчин и 97 женщин).